# Воронцов, Владимир Васильевич (инженер)
Владимир Васильевич Воронцов (1842 — после 1908) — русский горный инженер, действительный статский советник.

## Биография
Родился в 1842 году в поселке Кушвинского завода Пермской губернии в семье капитана артиллерии, приёмщика снарядов от Гороблагодатского горного округа; брат Николая Воронцова. Его дедом по материнской линии был известный горнозаводчик Андрей Григорьевич Иосса (1777—1829), выпускник Петербургского Горного училища, прослуживший более 20 лет на Богословских заводах.
Также окончив Институт Корпуса горных инженеров в 1863 году, Владимир Воронцов был направлен в распоряжение главного начальника Уральских заводов, работал на Воткинском заводе. Когда в 1871 году начальником Пермских пушечных заводов был назначен его брат Николай, Владимир в этом же году получил должность управляющего сверлильной, кольцовой и механической фабрик Пермских пушечных заводов.
В. В. Воронцов был причастен к уникальной в истории металлургии операции — отливке 650-тонной наковальни для парового молота. В этом процессе, начавшемся на Пермских пушечных заводах 26 января 1873 года, приняли участие 700 рабочих и 14 вагранок. Было выполнено четыре плавки, продолжавшихся беспрерывно 27 часов. Из-за своей огромной массы наковальня даже через месяц после изготовления имела температуру 700 °C, а еще через месяц — всё ещё более 300 °C. Эта наковальня стала частью 50-тонного парового молота, установленного на Пермских пушечных заводах; сила удара его бойка составила 160 тонн (начиная с XX века молоты были вытеснены гидравлическими прессами).
В 1873 году на Венской международной промышленной выставке в российском павильоне экспонировалась действующая модель (в 1/6 натуральной величины) будущего гигантского молота, а братья Воронцовы были удостоены «Медали сотрудничества», которой награждали изобретателей, чей вклад в науку и технику оценивался как мировое достояние. Строительство «Царь-молота» с общей массой 1442 тонны было закончено в 1875 году. С этого момента Российская империя начала самостоятельно производить орудия крупного калибра.
В 1877 году Воронцову был присвоен чин коллежского советника; в 1885 году он был причислен к Министерству финансов, став чиновником особых поручений. В этом же году был назначен директором Сормовского завода. Осенью 1896 года он получил чин статского советника и был назначен главным управляющим Богословским горным округом, основательно взявшись за горнорудное дело и обеспечение его сырьевой базы. В 1896—1897 годах здесь были обнаружены выходы авгито-гранатовых пород, открыты железорудные месторождения и пласты залегания угля. В 1897 году В. В. Воронцов был переведён в Главное горное управление, а в 1902 году назначен горным начальником Камско-Воткинского горного округа. В 1903 году получил чин действительного статского советника.
Кроме производственной, Владимир Васильевич занимался общественной деятельностью. Когда в августе 1907 года в Воткинске было открыто механико-техническое училище, председателем его попечительского совета стал Воронцов. Горным начальником Камско-Воткинского горного округа он был до 1908 года, о дальнейшей его судьбе сведений нет.

## Память
- В 1907 году Воткинским заводом был построен 500-сильный товарно-пассажирский пароход, названный «Горный инженер Воронцов»[1].
- Портрет В. В. Воронцова, написанный художником В. Я. Бушуевым находится в Фёдоровском геологическом музее[4].
- Именем В. В. Воронцова назван новый минерал — воронцовит, найденный на Воронцовском золоторудном месторождении в 2016 году[5].